# Ворскла (женский футбольный клуб)
«Ворскла» — украинский женский футбольный клуб из города Полтава, выступающий в чемпионате Украины. 3-кратный чемпион Украины. До 2022 года команда базировалась в Харькове и имела название «Жилстрой-2».

## История
Женская футбольная команда, впоследствии вошедшая в структуру «Жилстроя-2», была основана в 2004 году. В 2005 году Министерство образования и науки Украины проводило в Севастополе чемпионат среди девушек 1991 и 1992 года рождения, на этом турнире харьковчанки стали победителями. После просьбы Евгения Погорелова к управляющему компании «Жилстрой-2» клуб стал получать поддержку от нового спонсора. В сезоне 2007/08 девушки 1993 и 1994 года рождения принимали участие в чемпионате Украины по мини-футболу, где заняли четвёртое место. Затем футболистки «Жилстроя-2» завоевали бронзовые награды на турнире «Дети Олимпийской надежды» в 2008 году.
Сезон 2008/09 команда провела в женском чемпионате Украины по мини-футболу, где заняла пятое место. В мае 2010 года «Жилстрой-2» стал победителем турнира посвящённого 65-летию Победы в Великой Отечественной войне. Летом 2010 года игроки клуба приняли участие в турнире по флорболу в Мелитополе, где заняли второе место и завоевали приз зрительских симпатий. Спустя год, на турнире по футболу в Чернигове, команда заняла четвёртое место. В 2012 году футболистки завоевали серебряные награды чемпионата Украины среди девушек.
В 2017 году клуб дебютировал в первом чемпионате Украины по пляжному футболу, где занял пятое итоговое место.
Дебют в Высшей лиге Украины состоялся в сезоне 2012 года, где команда заняла шестое место. В феврале 2013 года команда впервые сыграла в зимнем чемпионате Украины, который состоялся в Мариуполе. «Жилстрой-2» в матче за седьмое место уступил киевскому «Атекс-СДЮШОР-16».
В 2014 году команда завоевала серебряные награды чемпионата Украины, уступив лишь «Жилстрою-1». Следующий год завершился для команды победой на зимнем кубке и бронзовыми медалями высшей лиги Украины. В октябре 2015 года харьковская команда, составленная из игроков «Жилстроя-2», участвовала в женской Универсиаде Украины и стала победителем турнира. 2016 год завершился первой победой команды в зимнем чемпионате и высшей лиге Украины. В сезоне 2017 года команда вновь выиграла чемпионат Украины.
В августе 2017 года команда дебютировала в Лиге чемпионов, однако не смогла преодолеть квалификационный раунд. 17 ноября 2017 года «Жилстрой-2» установил рекорд результативности украинского чемпионата, обыграв столичный «Атекс-СДЮШОР-16» со счётом (22:0).
В сентябре 2022 года команда вошла в структуру мужского клуба «Ворскла», который базируется в Полтаве, и стала именоваться ЖФК «Ворскла».

## Основной состав
| 1  | Флаг Украины | Вр  | Анна Харченко      | 2008 |  |  |  |  |
| 18 | Флаг Украины | Вр  | Алла Герасимчук    | 1998 |  |  |  |  |
| 23 | Флаг Украины | Вр  | Екатерина Самсон   | 1988 |  |  |  |  |
|    |              |     |                    |      |  |  |  |  |
| 15 | Флаг Украины | Защ | Карина Войт        | 2001 |  |  |  |  |
| 17 | Флаг Украины | Защ | Екатерина Корсун   | 1995 |  |  |  |  |
| 19 | Флаг Украины | Защ | Марина Шайнюк      | 2000 |  |  |  |  |
| 77 | Флаг Украины | Защ | Алина Савка        | 2008 |  |  |  |  |
| 88 | Флаг Украины | Защ | Анастасия Воронина | 1993 |  |  |  |  |
| 96 | Флаг Украины | Защ | Кристина Козуб     | 1999 |  |  |  |  |
|    |              |     |                    |      |  |  |  |  |
| 2  | Флаг Украины | ПЗ  | Татьяна Левицкая   | 1997 |  |  |  |  |
| 7  | Флаг Украины | ПЗ  | Мария Куць         | 2009 |  |  |  |  |

| 6  | Флаг Украины | ПЗ  | Анастасия Кумеда   | 1999 |  |  |  |  |
| 8  | Флаг Украины | ПЗ  | Татьяна Китаева    | 1995 |  |  |  |  |
| 10 | Флаг Украины | ПЗ  | Яна Калинина       | 1994 |  |  |  |  |
| 14 | Флаг Украины | ПЗ  | Арина Кравец       | 2004 |  |  |  |  |
| 16 | Флаг Украины | ПЗ  | Ирина Котяш        | 2001 |  |  |  |  |
| 20 | Флаг Армении | ПЗ  | Ольга Осипян       | 1995 |  |  |  |  |
| 21 | Флаг Украины | ПЗ  | Анастасия Тарасюк  | 2006 |  |  |  |  |
| 27 | Флаг Украины | ПЗ  | Мария Талеб        | 2004 |  |  |  |  |
|    |              |     |                    |      |  |  |  |  |
| 9  | Флаг Украины | Нап | Виктория Радионова | 2005 |  |  |  |  |
| 11 | Флаг Украины | Нап | София Козишкурт    | 2009 |  |  |  |  |
| 22 | Флаг Украины | Нап | Роксолана Кравчук  | 1997 |  |  |  |  |

## Детский футбол
По состоянию на 2010 год в клубе занималось 60 девушек различных возрастов. В 2012 году команда 1995—1997 годов рождения заняла второе место на чемпионате Украины своего возраста. В мае 2013 года девушки 1996 и 1997 года рождения в городе Любар Житомирской области завоевали звание чемпионов Украины.

## Достижения
- Чемпион Украины (6): 2016, 2017, 2020, 2022/23, 2023/24, 2024/25
- Серебряный призёр чемпионата Украины (1): 2014
- Бронзовый призёр чемпионата Украины (1): 2015
- Обладатель Кубка Украины (2): 2020, 2021

## Известные игроки
- Яна Калинина — лучший бомбардир чемпионата Украины 2014[14]
- Вероника Андрухив — лучший бомбардир чемпионата Украины 2015[15]

## Главные тренеры
- Евгений Погорелов (2007—2012)
- Наталья Зинченко (2013—2024)
- Владимир Ефимако (2024)
- Ия Андрущак (2025—н. в.)

## Статистика
| Сезон   | Дивизион    | Место в чемпионате | И  | В  | Н | П | ГЗ | ГП | О  | Кубок Украины | Зимний чемпионат | Зимний кубок | Ист                                |
| ------- | ----------- | ------------------ | -- | -- | - | - | -- | -- | -- | ------------- | ---------------- | ------------ | ---------------------------------- |
| 2012    | Высшая лига | 6 из 8             | 14 | 2  | 3 | 9 | 10 | 72 | 9  | 1/4 финала    |                  |              | [ 16 ] [ 17 ]                      |
| 2013    | Высшая лига | 5 из 8             | 14 | 5  | 2 | 7 | 22 | 35 | 17 |               | 8 место          |              | [ 6 ] [ 18 ]                       |
| 2014    | Высшая лига | 2 из 8             | 14 | 12 | 2 | 0 | 43 | 4  | 38 |               | 4 место          |              | [ 19 ] [ 20 ]                      |
| 2015    | Высшая лига | 3 из 8             | 14 | 11 | 1 | 2 | 64 | 9  | 34 |               | 3 место          | Победитель   | [ 21 ] [ 22 ] [ 23 ] [ 24 ] [ 25 ] |
| 2016    | Высшая лига | 1 из 8             | 12 | 10 | 2 | 0 | 61 | 5  | 32 | 1/4 финала    | Победитель       |              | [ 26 ] [ 27 ] [ 28 ]               |
| 2017    | Высшая лига | 1 из 9             | 8  | 8  | 0 | 0 | 42 | 4  | 24 |               | Финалист         |              | [ 29 ] [ 30 ] [ 31 ]               |
| 2017/18 | Высшая лига |                    |    |    |   |   |    |    |    |               | Победитель       |              | [ 32 ] [ 33 ] [ 34 ]               |

## Выступления в еврокубках
| Сезон   | Турнир         | Раунд            | Счёт | Соперник        |
| ------- | -------------- | ---------------- | ---- | --------------- |
| 2017/18 | Лига чемпионов | Квалификационный | 0:1  | Олимпия (Клуж)  |
| 2017/18 | Лига чемпионов | Квалификационный | 1:1  | Хиберниан Ледис |
| 2017/18 | Лига чемпионов | Квалификационный | 9:0  | Суонси Сити     |